# فهرست یادمان‌های علی شریعتی
این مقاله فهرستی است از یادمان‌های علی شریعتی. پس از مرگِ شریعتی در سالِ ۱۳۵۶ صدها خیابان و میدان و مدرسه و چیزهای دیگر در ایران به نامش نام‌گذاری شد.مانند خیابان شریعتی کرمان.

## انتشارات
- تمبر یادبود دکتر شریعتی (۱۳۵۹)

## معابر
- خیابان شریعتی (تهران)
- خیابان شریعتی (تبریز)
- خیابان شریعتی (کرمانشاه)
- ایستگاه متروی دکتر شریعتی (تهران)
- ایستگاه متروی دکتر شریعتی (اصفهان)
- ایستگاه متروی دکتر شریعتی (شیراز)
- بلوار دکتر شریعتی (کرج)
- بلوار دکتر شریعتی (شهرکرد)
- خیابان دکتر شریعتی (بابل)
- خیابان دکتر شریعتی ( خرم دره )
- میدان شریعتی (اردبیل)
- بلوار شریعتی (بندرعباس)
- خیابان شریعتی (خمینی شهر)
- بلوار شریعتی (برازجان)
- خیابان شریعتی ( اهواز )

## اماکن

### خانه‌های شریعتی
- خانه دکتر علی شریعتی
- خانه زادگاه دکتر علی شریعتی

### دیگر
- بیمارستان دکتر شریعتی (تهران)
- بیمارستان دکتر شریعتی (اصفهان)
- بیمارستان دکتر شریعتی (بندرعباس)
- دانشکده فنی و حرفه‌ای دختران دکتر شریعتی
- دانشگاه فرهنگیان ساری، پردیس دکتر شریعتی